# 大関資増
大関 資増（おおせき すけます）は、安土桃山時代から江戸時代初期にかけての大名。下野黒羽藩初代藩主。

## 生涯

### 関ヶ原の戦い
慶長元年（1596年）、兄・大関晴増が死を間近に迎えた際にその嫡子・大関政増が幼少であった事から後継に弟の資増が指名され家督を相続した。慶長5年（1600年）の関ヶ原の戦いの時には徳川家康の東軍に属し、上杉景勝の抑えとして所領の黒羽が陸奥国の境にあるという事を家康に重要視され、榊原康政の家臣の伊奈主水が黒羽城の修造を行った。
同年7月に徳川家康・徳川秀忠父子が下野を発つ時は大田原晴清・伊王野資友と共に小山に参陣し拝謁。家康より宇多国宗の刀と金100両を賜った。また、岡部長盛・水谷勝俊・服部保英が援軍として黒羽城に入り、大砲15挺と弾薬が黒羽城に送られた。また、資増も甥・政増を人質に送り、二心なき事を示した。

### 早世
慶長7年（1602年）まで関ヶ原の戦功などで総じて7,000石を加増され、従来の13,000石と合わせて20,000石の大名となった。後に領していた真壁郡の郡名を改め、芳賀郡とし、陸奥石川郡にあった領地を芳賀郡に移した。
慶長10年（1605年）、病を得て甥の政増に家督を譲って隠居した。慶長12年（1607年）、死去。享年32。

## 系譜
父母
- 大関高増（父）
- 宇留野義元の娘（母）

正室
- 佐竹義久の娘

養子
- 大関政増 ー 大関晴増の子